# Cristian Rodríguez
Cristian Gabriel Rodríguez Barrotti (Juan Lacaze, 30 de setembre de 1985) és un futbolista internacional uruguaià que juga al Club Atlético Independiente.
El seu sobrenom, Cebolla, ve del temps en què jugava al Club Atlético Peñarol, quan, segons s'explica, va fer plorar la defensa de l'equip contrari.

## Biografia
Nascut a Juan Lacaze, departament de Colonia, Rodríguez va rebre una oferta per estudiar arquitectura a la Universitat de la República, a Montevideo, però finalment va decidir ser futbolista professional.
A Europa destaca la seva participació en el Paris-Saint Germain (2005-2008) però sobretot cal destacar la seva trajectòria a la lliga portuguesa, tant com a jugador del Benfica com a del Porto. En aquest darrer equip porta més de 60 partits i 11 gols marcats.
Amb la selecció de futbol de l'Uruguai va debutar el 2003 amb 18 anys davant la selecció de Mèxic, en un partit amistós, i després va participar amb la Celeste en dues edicions de la Copa Amèrica de futbol: 2007 i 2011. El 2007 va marcar durant el partit entre l'Uruguai i Veneçuela, l'amfitriona, el qual va acabar 4-1 amb victòria per a l'equip visitant.
Després d'un incident violent amb el futbolista argentí Gabriel Iván Heinze durant la fase de classificació per a la Copa del Món de futbol de 2010, va ser penalitzat per quatre partits i l'entrenador de l'Uruguai Óscar Washington Tabárez va decidir no comptar amb ell per a l'esmentada competició mundial.
El 31 d'agost de 2012 fou suplent en el partit que decidia la Supercopa d'Europa 2012, contra el Chelsea FC a Mònaco, i que l'Atlético de Madrid guanyà per 4 a 1. Rodríguez entrà al minut 56 en substitució d'Adrián.
El 31 de maig de 2014 va entrar a la llista definitiva de seleccionats per disputar la Copa del Món de Futbol de 2014 al Brasil.

## Palmarès
Atlético de Madrid
- 1 Supercopa d'Europa: 2012[4]
- 1 Copa del Rei de futbol: 2013[6]